# Augusto Carvalho (político)
Augusto Silveira de Carvalho, mais conhecido como Augusto Carvalho (Patos de Minas, 27 de julho de 1953) é um sociólogo e político brasileiro filiado ao Solidariedade.
Bancário concursado do Banco do Brasil e graduado em Sociologia pela Universidade de Brasília, Augusto Carvalho foi eleito presidente do Sindicato dos Bancários de Brasília em 1980, após duas tentativas nos anos 70. Reeleito no mandato seguinte.

## Carreira política
Foi eleito Deputado federal constituinte na primeira eleição direta ocorrida no Distrito Federal em 1986 pelo PCB, ajudando a elaborar a Constituição brasileira de 1988. Foi reeleito por mais dois mandatos consecutivos. Em 1992 participou do racha que criou o PPS.
Em 1998 lançou-se candidato a uma vaga no Senado, mas sem sucesso. Em 2002 elege-se deputado distrital e em 2006 é eleito, pela quarta vez, à Câmara dos Deputados.
Destaca-se pelo fim da cobrança obrigatória da contribuição sindical e pela fiscalização da aplicação dos recursos públicos. Inclusive, criou em 2005 a ONG Contas Abertas, de monitoramento dos orçamentos do governo federal e distrital.
Em agosto de 2008 licenciou-se do cargo de deputado para assumir o cargo de Secretário de Saúde do governo do Distrito Federal. Em 2009, deixou o governo de José Roberto Arruda, voltando à Câmara dos Deputados.
Deixou o PPS e filiou-se ao Solidariedade em outubro de 2013, sendo um dos 8 candidatos a deputado federal eleitos em 2014.
Votou a favor do Processo de impeachment de Dilma Rousseff. Posteriormente, votou também a favor da PEC do Teto dos Gastos Públicos. Em abril de 2017 foi contra a Reforma Trabalhista. Em agosto de 2017 votou a favor do processo em que se pedia abertura de investigação do então Presidente Michel Temer.